# Crescentia linearifolia
Crescentia linearifolia là một loài thực vật có hoa trong họ Chùm ớt. Loài này được Miers mô tả khoa học đầu tiên năm 1868.